# Яркуг
Яркуг — село в Агульском районе Дагестана (Россия). Входит в сельское поселение «Сельсовет „Дулдугский“».

## Географическое положение
Расположено во Внутригорном Дагестане, на реке Кошанапу (бассейн реки Чирагчай), в 14 км к востоку от села Тпиг.

## История основания
Центр сельского общества (в XIX веке). До 1934 село входило в Курахский район.

## Население
| 1895 | 1926 | 1939 | 1970 | 1989 | 2002 | 2008 |
| ---- | ---- | ---- | ---- | ---- | ---- | ---- |
| 222  | ↗273 | ↗331 | ↗364 | ↘283 | ↗300 | ↗309 |
| 2010 | 2021 |      |      |      |      |      |
| ↗340 | ↘249 |      |      |      |      |      |